# SV 67 Weinberg
Der SV 67 Weinberg ist ein Sportverein aus dem zur mittelfränkischen Gemeinde Aurach gehörenden Dorf Weinberg.

## Geschichte
Der Verein wurde 1967 gegründet. Er besteht derzeit aus einer Frauen- und Männerfußball- sowie Tennis- und Gymnastikabteilung.

## Frauenfußball
Sportliche Erfolge feiert vor allem die im Jahr 1992 gegründet und ab dem Jahr 2000 viermal infolge aufsteigende Frauenfußballabteilung  deren erste Mannschaft ab 2004 in der Bayernliga und ab 2007 in der Regionalliga Süd spielte und sich 2013 für die 2. Bundesliga Süd qualifizierte, in der sie vier Jahre lang spielte, bis sie 2017 abstieg. 2018 und 2023 könnte man sich für die eingleisige 2. Bundesliga qualifizieren.
Die zweite Mannschaft spielt seit 2017/18 in der Bayernliga. Die dritte Mannschaft spielt seit der Saison 2019/20 in der Bezirksoberliga Mittelfranken. Außerdem gibt es mehrere Jugendmannschaften. Insgesamt kicken fast hundert Aktive.
In den Saisons 2004/05 und 2005/06 noch als jeweils Drittplatzierter der Bayernliga den Aufstieg knapp verpasst, erreichten die Fußballerinnen des SV 67 Weinberg mit einem zweiten Platz der Bayernliga in der Saison 2006/07 erstmals den Aufstieg in die Regionalliga Süd. In ihrer ersten Saison in der Regionalliga musste die junge Mannschaft (Altersdurchschnitt: 22 Jahre) die Abgänge von zwei wichtigen Stützen, die wesentlichen Anteil am Aufstieg in die neue Spielklasse gehabt hatten, verkraften. Christina Schellenberg und Sonja Kienzler wechselten in die Frauenabteilung des FC Bayern München. Diese neue Herausforderung wurde jedoch mit einem fünften Platz bewältigt.
Die Saison 2008/09 wurde trotz einiger Ausfälle mit einem vierten Platz abgeschlossen. Mit dem Sieg des Bayernpokales durch ein 2:0 gegen den 1. FC Nürnberg im Halbfinale und einem 4:1-Sieg gegen den ETSV Würzburg im Finale, konnte man sich sogar einen Titel und die damit verbundene Teilnahme an der 1. DFB-Pokal-Hauptrunde in der neuen Saison sichern. Die dritte Regionalliga-Saison konnte mit dem zweiten Tabellenplatz beendet werden und man musste nur der TSG 1899 Hoffenheim Vorrang gewähren. In der Saison 2010/11 wurde erneut der zweite Platz erreicht, mit zwei Punkten Rückstand auf den ETSV Würzburg, der damit in die 2. Bundesliga Süd aufstieg. Im Finale um den bayerischen Pokal gewann man jedoch gegen Würzburg mit 4:1.
In der darauffolgenden Saison 2011/12 wurde der Aufstieg wiederum nur knapp verpasst. Am letzten Spieltag musste man sich dem SC Sand mit 0:4 geschlagen geben, der dadurch Weinberg noch abfing und nach einem Jahr Abwesenheit wieder den Sprung in die Zweitklassigkeit schaffte. In der Saison 2012/13 konnte der Aufstieg in die 2. Bundesliga durch ein 7:1 gegen Eintracht Wetzlar am vorletzten Spieltag klargemacht werden. Mit nicht einmal 1000 Einwohnern ist Weinberg somit der kleinste Ort Deutschlands mit einer Bundesligamannschaft.
In den Saisons 2013/14 und 2014/15 wurde mit einem neunten und einem sechste Platz jeweils der Klassenerhalt in der 2. Bundesliga Süd gesichert. 2016 reichte es für die Weinbergerinnen nur zu Rang zehn. In der Relegation gegen den Abstieg setzte sich die Mannschaft gegen Blau-Weiß Hohen Neuendorf durch (Hinspiel 7:1, Rückspiel 3:3) und konnte die Klasse halten. Der bislang größte sportliche Erfolg ist der Einzug ins Achtelfinale im DFB-Pokal 2016/17 gegen den TSV Crailsheim Am Ende der Saison stieg die Mannschaft allerdings in die Regionalliga ab, wurde dort in der Saison 2017/18 Vizemeister hinter Eintracht Frankfurt aber konnte sich in der Aufstiegsrelegation für die Saison 2018/19, die erstmals eingleisig ausgetragen wurde, unter anderem mit einem 3:0 im entscheidenden Auswärtsspiel gegen ebendiese Eintracht durchsetzen und qualifizieren. Weitere Gegner waren der FC Speyer und Jena.
Der Klassenerhalt wurde jedoch aufgrund der schlechteren Tordifferenz gegenüber dem BV Cloppenburg und Hessen Wetzlar verpasst.
2020/21 konnte man sich erneut fürs DFB-Pokal-Achtelfinale qualifizieren, verlor dann aber gegen den SC Freiburg. Die Liga wurde nach vier Spieltagen wegen Corona abgebrochen und der 1. FC Nürnberg per Quotientenentscheidung als Meister und Aufsteiger bestimmt. 2021/22 wurde man in der noch zweigleisigen Regionalliga Staffelmeister, scheiterte dann in der Relegation nach zwei 1:1-Unentschieden im Elfmeterschießen am SC Freiburg II. Nach vier Jahren in der Regionalliga konnte im Jahr 2023 als Tabellenerster der erneute Aufstieg in die 2. Bundesliga gefeiert werden. Am Ende der Zweitligasaison 2023/24 standen die Weinberger am Ende auf dem 12. Platz, welcher den sportlichen Abstieg bedeutet hätte. Am 4. Juni 2024 kündigte der Bundesliga-Absteiger MSV Duisburg an, sich aus finanziellen Gründen aus dem Spielbetrieb der Zweitligasaison 2024/25 zurückzuziehen. Somit bleibt der SV 67 Weinberg auch in der Spielzeit 2024/25 zweitklassig, stieg aber ein Jahr später ab.

### Kader Saison 2024/25
Stand: 1. Juli 2024
| 01 | Marie Sturm      | Deutschland |
| 23 | Johanna Popp     | Deutschland |
| 27 | Celia Steinert   | Deutschland |
| 33 | Franziska Glaser | Deutschland |

| 02 | Anna Grimm          | Deutschland    |
| 03 | Mara Grimm          | Deutschland    |
| 05 | Anna Horwath        | Deutschland    |
| 13 | Celine Arnold       | Deutschland    |
| 15 | Annika Kömm         | Deutschland    |
| 20 | Ikmete Limani       | Nordmazedonien |
| 22 | Leonie Haberäcker   | Deutschland    |
|    | Meike Bohn          | Deutschland    |
|    | Katharina Wiesinger | Deutschland    |

| 06 | Christine Mendt  | Deutschland |
| 07 | Meike Kellermann | Deutschland |
| 10 | Sophia Klärle    | Deutschland |
| 11 | Marlene Ganßer   | Deutschland |
| 16 | Fenja Rank*      | Deutschland |
| 17 | Sara Hofmann     | Deutschland |
| 19 | Eva Wiesinger    | Deutschland |
| 21 | Amelie Höger     | Deutschland |
| 26 | Julia Heid       | Deutschland |
| 28 | Ashley Belzner   | Deutschland |
|    | Lisa Hirschberg  | Deutschland |
|    | Leonie Wagner    | Deutschland |

| 08 | Pia Schneider        | Deutschland          |
| 09 | Anna Wachal          | Deutschland          |
| 12 | Anna Hofrichter      | Deutschland          |
| 16 | Ellen Riess          | Deutschland          |
| 18 | Nina Heisel          | Deutschland          |
| 25 | Solveig Schlitter    | Deutschland          |
| 29 | Lisa Wich            | Deutschland          |
| 30 | Djellza Istrefaj     | Deutschland Albanien |
|    | Sarah Nadine Barholz | Deutschland          |
|    | Leonie Vogel         | Deutschland          |

### Saisonhistorie
- 2000/01: 01. Platz Kreisliga  Kreis Nürnberg/Frankenhöhe
- 2001/02: 01. Platz Bezirksliga  Mittelfranken Staffel 1
- 2002/03: 01. Platz Bezirksoberliga Mittelfranken
- 2003/04: 01. Platz Landesliga Nord Bayern
- 2004/05: 03. Platz Bayernliga
- 2005/06: 03. Platz Bayernliga
- 2006/07: 02. Platz Bayernliga
- 2007/08: 05. Platz Regionalliga Süd
- 2008/09: 04. Platz Regionalliga Süd
- 2009/10: 02. Platz Regionalliga Süd
- 2010/11: 02. Platz Regionalliga Süd
- 2011/12: 02. Platz Regionalliga Süd
- 2012/13: 01. Platz Regionalliga Süd
- 2013/14: 09. Platz 2. Bundesliga Süd
- 2014/15: 06. Platz 2. Bundesliga Süd
- 2015/16: 10. Platz 2. Bundesliga Süd
- 2016/17: 11. Platz 2. Bundesliga Süd
- 2017/18: 02. Platz Regionalliga Süd
- 2018/19: 13. Platz 2. Bundesliga
- 2019/20: 09. Platz Regionalliga Süd
- 2020/21: 02. Platz Regionalliga Süd Staffel 2
- 2021/22: 01. Platz Regionalliga Süd Staffel 2
- 2022/23: 01. Platz Regionalliga Süd
- 2023/24: 12. Platz 2. Bundesliga
- 2024/25: 12. Platz 2. Bundesliga

### Erfolge
- Aufstieg in die 2. Bundesliga Frauen: 2013, 2018, 2023
- Aufstieg in die Regionalliga Süd: 2007
- Aufstieg in die Bayernliga: 2004
- Achtelfinale im DFB-Pokal: 2016/17, 2020/21
- Bayernpokalsieger: 2006, 2009, 2011, 2012, 2013
- Bezirkspokalsieger: 2006, 2007
- Bayerischer Hallenmeister: 2008
- Hallenbezirksmeister: 2005/06, 2007/08

### Persönlichkeiten
- Katharina Baunach, Bundesligaspielerin
- Maria Makowska, ehemalige polnische Nationalspielerin
- Christina Schellenberg, Bundesligaspielerin, deutsche Jugend-Nationalspielerin (U-19 bis U-23)
- Kessy Schott, ehemalige Bundesligaspielerin
- Lisa Wich. ehemalige Bundesligaspielerin

## Männerfußball
Die Männerfußballabteilung spielt in der Saison 2019/20 in der Kreisklasse 1 Bezirk Mittelfranken Kreis Nürnberg/Frankenhöhe.